# Koen Naert
Koen Naert (Roeselare, 3 september 1989) is een Belgische atleet, die zich heeft toegelegd op de lange afstanden. Aanvankelijk deed hij in de winter aan veldlopen en concentreerde hij zich in het zomerseizoen vooral op de 5000 m en de 10.000 m. Sinds 2015 richt hij zich in toenemende mate op de wegatletiek en is met name de marathon daarin centraal komen te staan. Op dit onderdeel nam hij tweemaal deel aan de Olympische Spelen en werd hij in 2018 Europees kampioen.

## Loopbaan

### Jeugd en eerste internationale optredens
Naert was zes jaar oud toen hij zijn eerste hardlooprondjes liep. De snelheid waarmee hij dat deed was voor zijn gymnastiekleraar aanleiding om hem aan te raden lid te worden van een atletiekvereniging. Die raad volgde hij op en al gauw liep hij zijn eerste wedstrijden; vaak keerde hij daarna met een medaille huiswaarts.
Zijn eerste optreden op een internationaal kampioenschapstoernooi vond plaats in 2008 tijdens de Europese kampioenschappen veldlopen U20. In 2009 nam hij op de 10.000 m deel aan de Europese kampioenschappen voor atleten onder 23 jaar. Naert behaalde er een zevende plaats. Twee jaar later finishte hij op hetzelfde toernooi één plaats hoger, maar in een tijd die bijna twee minuten sneller was dan bij de vorige gelegenheid. Het was sowieso een veel snellere race dan die van 2009. Want niet alleen Naert finishte een halve minuut sneller dan de winnaar van 2009, maar zelfs de als dertiende finishende Italiaan Riccardo Sterni was met zijn tijd van 29.46,29 nog sneller.

### Eerste nationale titel
In 2011 veroverde hij tevens zijn eerste nationale titel op de 10.000 m. Hij nam tussen 2009 en 2011 ook driemaal deel aan de Europese kampioenschappen veldlopen U23 met een veertiende plaats in 2011 als beste resultaat.
In 2012 nam Naert deel aan de Europese kampioenschappen in Helsinki, waar hij opnieuw op de 10.000 m als elfde finishte. Twee jaar later behaalde hij hetzelfde resultaat op de Europese kampioenschappen in Zürich.
In 2013 werd Naert Belgisch kampioen veldlopen en won hij de Crosscup. Hij werd dat jaar ook negende op de Europese kampioenschappen veldlopen.

### Europees marathonkampioen
In 2015 begon hij met het lopen van de marathon. Hij kon zich plaatsen voor de Olympische Spelen van 2016 in Rio, waar hij een tweeëntwintigste plaats behaalde. Twee jaar later, in 2018, bereikte hij het hoogtepunt van zijn sportieve loopbaan: hij won de gouden medaille in de marathon op de Europese kampioenschappen in Berlijn in 2:09.51, een persoonlijk record. Deze overwinning betekende veel voor Naert, was een keerpunt in zijn sportbeleving en wedstrijdaanpak. "Ik had het niemand toevertrouwd, maar tegen m'n vrouw zei ik van tevoren: 'Ik ga winnen zondag'. Dat had ik mijzelf wijsgemaakt en ik was ervan overtuigd dat het mogelijk was. Het feit dat ik het heb klaargespeeld heeft me een enorme boost gegeven. Dat merkte ik in de wedstrijden die ik sindsdien heb gelopen. Bij de Zevenheuvelenloop in november liep ik onder de 44 minuten en dacht ik: kan ik dit nu al? Bij de Montferland Run liep ik nog eens tien seconden sneller en zat ik in de Keniaanse kopgroep." Sinds Berlijn benadert Naert een wedstrijd heel anders: "Ik ben niet meer bang om te beuken tot ik niet meer kan."

### Deelname aan OS 2020
De eerstvolgende grote krachtmeting na zijn Europese titel was voor Naert de marathon van Rotterdam in april 2019. Voorafgaand aan deze wedstrijd bereidde hij zich voor in een trainingskamp in het Amerikaanse Flagstaff, want in Rotterdam wilde hij proberen zijn in Berlijn gevestigde persoonlijk record verder te verbeteren. 2:08 was daarbij de chrono waar hij naar streefde. Uiteindelijk finishte de 29-jarige atleet, omringd door enkele goede lopers waarvan hij tot en met de 33e kilometer veel steun ondervond, als zevende in een tijd van 2:07.39. Hiermee bleef hij ruim twee minuten onder zijn persoonlijk record en slechts negentien tellen verwijderd van het Belgische record van Vincent Rousseau uit 1995. Met deze prestatie voldeed hij aan het minimum voor deelname aan de marathon op de Olympische Spelen van 2020 in Tokio, waar hij in 2021 een tiende plaats haalde.

### Van deeltijd- tot professioneel atleet
Naert beoefende zijn sport sinds januari 2012 deeltijds; daarnaast was hij actief als verpleger in het brandwondencentrum van Neder-Over-Heembeek. Sinds 2016 is hij professioneel atleet.

## Kampioenschappen

### Internationale kampioenschappen
| Onderdeel | Titel             | Jaar |
| --------- | ----------------- | ---- |
| marathon  | Europees kampioen | 2018 |

### Belgische kampioenschappen
Outdoor
| Onderdeel      | Jaar       |
| -------------- | ---------- |
| 5000 m         | 2015, 2016 |
| 10.000 m       | 2011       |
| veldlopen      | 2013       |
| 10 km          | 2017, 2019 |
| halve marathon | 2017, 2022 |

## Persoonlijke records
Baan
| Onderdeel | Prestatie | Datum            | Plaats    |
| --------- | --------- | ---------------- | --------- |
| 1500 m    | 3.42,99   | 5 juli 2014      | Oordegem  |
| 1 mijl    | 4.08,31   | 11 augustus 2012 | Vilvoorde |
| 3000 m    | 7.58,50   | 21 mei 2014      | Oslo      |
| 5000 m    | 13.32,83  | 31 mei 2014      | Oordegem  |
| 10.000 m  | 28.32,29  | 29 april 2012    | Palo Alto |

Weg
| Onderdeel      | Prestatie | Datum            | Plaats              |
| -------------- | --------- | ---------------- | ------------------- |
| 10 km          | 28.36     | 24 april 2021    | Morton              |
| 15 km          | 43.47     | 2 december 2018  | 's Heerenberg       |
| 10 mijl        | 47.50     | 3 september 2017 | Tilburg             |
| 20 km          | 1:01.07   | 5 maart 2017     | Alphen aan den Rijn |
| halve marathon | 1:01.38   | 21 maart 2021    | Dresden             |
| marathon       | 2:06.56   | 16 april 2023    | Rotterdam           |

## Palmares

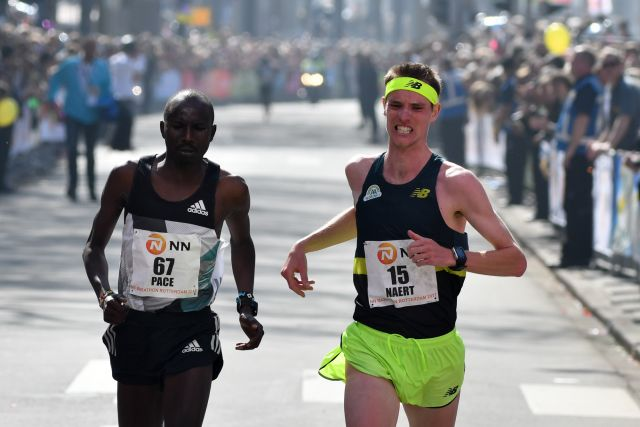
Koen Naert finisht in 2017 als tiende bij de marathon van Rotterdam.

### 5000 m
- 2013:  BK AC - 14.00,50
- 2015:  BK AC - 14.16,55
- 2016:  BK AC - 14.05,27

### 10.000 m
- 2009: 7e EK U23 - 31.00,73
- 2011: 6e EK U23 - 29.18,73
- 2011:  BK AC - 29.15,92
- 2012: 11e EK - 29.02,08
- 2014: 11e EK - 29.04,87

### 10 km
- 2017:  BK in Lokeren - 29.28
- 2019:  BK in Lokeren - 29.20

### 12 km
- 2010:  Zandvoort Circuit Run - 37.25
- 2011:  Zandvoort Circuit Run - 36.27
- 2013:  Zandvoort Circuit Run - 37.35

### 15 km
- 2018: 6e Zevenheuvelenloop - 43.59
- 2018: 4e Montferland Run - 43.47

### 10 mijl
- 2016: 13e Dam tot Damloop - 48.52
- 2017: 9e Tilburg Ten Miles - 47.50

### 20 km
- 2017:  20 van Alphen - 1:01.07
- 2018:  20 van Alphen - 1:01.41
- 2025: 9e 20 km door Brussel - 1:02.19

### halve marathon
- 2016: 8e Bredase Singelloop - 1:04.47
- 2017:  BK AC in Wevelgem - 1:06.09
- 2017: 10e Great North Run - 1:03.29
- 2017:  Great Bruges Marathon - 1:05.07
- 2018: 6e halve marathon van Egmond - 1:05.19
- 2018: 22e WK in Valencia - 1:01.42
- 2018:  Great Bruges Marathon - 1:05.22
- 2020: 73e WK in Gdynia – 1:03.44
- 2021: 4e Halve marathon van Dresden - 1:01.38
- 2022:  BK AC in Gent - 1:03.41
- 2022:  Great Bruges Marathon - 1:06.33
- 2024: 5e halve marathon van Egmond - 1:04.11

### marathon
- 2015: 13e marathon van Hamburg - 2:13.39
- 2015: 7e marathon van Berlijn - 2:10.31
- 2016: 22e OS in Rio de Janeiro - 2:14.53
- 2016: 8e marathon van Frankfurt - 2:12.27
- 2017: 10e marathon van Rotterdam - 2:10.16
- 2017: 8e New York City Marathon - 2:13.21
- 2018:  EK in Berlijn - 2:09.51
- 2019: 7e marathon van Rotterdam - 2:07.39
- 2021: 10e OS in Tokio - 2:12.13
- 2021: 18e marathon van Valencia - 2:08.40
- 2022: 8e EK in München - 2:11.28
- 2023: 6e marathon van Rotterdam - 2:06.56
- 2023: 5e New York City Marathon - 2:10.25

### veldlopen
- 2008: 35e EK U20
- 2009: 40e EK U23
- 2010: 39e EK U23
- 2011: 14e EK U23
- 2013:  BK (10.075 m) - 32.03
- 2013:  Eindstand Crosscup
- 2013: 9e EK te Belgrado (10.000 m) - 29.54 (+ zilver in landenklassement)
- 2014: 4e BK - 32.28
- 2015:  BK AC in Wachtebeke
- 2015: 28e EK in Hyères
- 2016:  Mastboscross in Breda - 31.58
- 2016:  Sylvestercross - 35.09
- 2017: 8e Sylvestercross - 36.56

## Onderscheidingen
- 2018: Gouden Spike